# Yelena Lanskaya
Yelena Lanskaya (* 24. März 1968) ist eine US-amerikanische Filmregisseurin, Produzentin und Filmeditorin. Lanskaya ist aktives Mitglied in der gewerkschaftlichen Vereinigung der US-amerikanischen Regisseure Directors Guild of America, der Motion Picture Editors Guild und der Academy of Television Arts & Sciences, einer Organisation, die sich der Förderung der Fernsehindustrie in den Vereinigten Staaten verschrieben hat.

## Biografie
Yelena Lanskaya studierte das Fach „Film“ am AFI-Konservatorium in Los Angeles, das zum American Film Institute gehört. Während ihrer Ausbildung gewann sie eine Teilnahme an einem hoch angesehenen Stipendienprogramm eines Regie-Workshops für Frauen am American Film Institute. Während einer Ausbildung in Russland absolvierte Lanskaya das Academic Music College und verließ es mit einem Bachelor-Abschluss in Performance und Klavier. Während dieses Studiums trat Lanskaya in einem Kammerorchester auf und ging auf Tour mit einer Rockband. Zeitgleich arbeitete sie auch als Medienjournalistin.
Lanskaya hat unter anderem Filme wie The Colt (2005), der den amerikanischen Bürgerkrieg thematisiert und auf einer Geschichte von Michail Scholochow (2006) basiert, Hidden Places nach einer Vorlage von Lynn Austin, den Syfy-Film Hybrid (2007), den Psychothriller Primal Doubt (2007) und den Weihnachtsfilm Die Akte Weihnachtsmann (2010) inszeniert. Die Filme, bei denen Lanskaya Regie führte, wurden auf Filmfestivals und in Amerika mit zahlreichen Preisen bedacht. So erhielt Hidden Places neben weiteren Preisen den Camie Award 2007. Renommierte Kritiker lobten ihre Filme unter anderem in der New York Times. Dort war man der Meinung ihr Film The Colt sei einer der besten Filme über den amerikanischen Bürgerkrieg. Zwei ihrer Filme zählen zu den meistgesehenen Fernsehsendungen in der Geschichte des Fernsehsenders Hallmark Channel. Ihre Filme laufen in zahlreichen Ländern in diversen Sprachen. Lanskaya arbeitet unter anderem mit Columbia TriStar, Sony Pictures Entertainment, ABC, CBS, NBC, TNT, Warner Bros. Pictures und Lifetime Television zusammen und setzt sich für Independent-Filme ein.
An dem fürs Theater produzierten Musical First Love: It’s The Music! wirkte Lanskaya als Co-Produzentin und Herausgeberin mit. Yelena Lanskayas Lebensmittelpunkt ist Los Angeles.

## Filmografie (Auswahl)
- 1996: Mary & Tim – Wird die Liebe siegen? (Mary & Tim; Fernsehfilm; Assistenz im Bereich Schnitt)
- 1996: Mrs. Santa Claus (wie zuvor)
- 1997: True Women (wie zuvor)
- 1997: A Christmas Memory (wie zuvor und Klaviermusik)
- 1997: Life Sold Separately (Filmeditor)
- 1998: Der lange Weg zurück (The Long Way Home, Assistenz im Bereich Schnitt)
- 1998: Die Bibel – Jeremia (Jeremiah, wie zuvor)
- 1999: Das Herz einer Familie (Night Ride Home; wie zuvor)
- 1999: Winter’s Ende – Wiederkehr der Liebe (Sarah, Plain & Tall: Winter’s End; wie zuvor)
- 2000: Might as Well Live (Kurzfilm, Regie, Schnitt, Produzentin)
- 2001: Snow White (Fernsehfilm, Assistenz im Bereich Schnitt)
- 2002: Die Schneekönigin (Fernsehfilm; Snow Queen; Schnitt)
- 2002: King of Texas (wie zuvor)
- 2003: DreamKeeper (wie zuvor)
- 2005: The Colt – Entscheidung im Bürgerkrieg (The Colt; Fernsehfilm; Regie und Schnitt)
- 2006: Die Orangenpflückerin (Hidden Places; Fernsehfilm, Regie)
- 2007: Law & Order: New York (Fernsehserie, Folge Responsible; Regie)
- 2007: Primal Doubt – Wem kannst du trauen? (Primal Doubt; Fernsehfilm; Regie)
- 2007: Hybrid (Fernsehfilm; Regie)
- 2009: Pervaya lyubov: Vot takaya muzyka! (Schnitt und Co-Produzentin)
- 2010: Die Akte Weihnachtsmann (The Santa Incident; Regie und Schnitt)

## Auszeichnungen (Auswahl)
- 2000: Cine Competition: Gewinnerin des Cine Eagle mit Might as Well Live in der Kategorie „Bester Amateurfilm“
- 2005: FAIF International Film Festival: Gewinnerin des Judges Choice Award mit The Colt in der Kategorie „Bester Spielfilm“
- 2005: LA Femme International Film Festival: Gewinnerin des LA Femme Filmmaker Award mit The Colt in der Kategorie „Beste Regie“
- 2005: World Fest Houston: Gewinnerin des Special Jury Award mit The Colt in der Kategorie „Beste Fernseh- und Kabelproduktion“
- 2007: Character and Morality in Entertainment Awards: Gewinnerin des Camie mit Hidden Places in der Kategorie „Beste Regie“